# كأس الغارفي 2010
كأس الغارفي 2010 هو الموسم 17 من كأس الغارفي. أقيم خلال الفترة 24 فبراير 2010 وحتى 3 مارس 2010، وكان عدد الأندية المشاركة فيه 12، وفاز فيه منتخب الولايات المتحدة لكرة القدم للسيدات.